# Grammy Award for Best Folk Album
Der Grammy Award for Best Folk Album, auf Deutsch „Grammy-Award für das beste Folkalbum“, ist ein Musikpreis, der seit 2012 bei den jährlich stattfindenden Grammy Awards verliehen wird. Der Preis geht an Künstler für Alben aus dem Bereich der Folkmusik.
Zum Grammy Award for Best Folk Album wurden die bis 2011 verliehenen Grammys für Best Contemporary Folk Album and Best Traditional Folk Album zusammengelegt, da die NARAS die Anzahl der Kategorien deutlich reduzieren sowie teilweise die Trennung von Gesangs- und Instrumentaldarbietungen in den Kategorien abschaffen wollte. Speziell dieser Preis wurde aufgrund der zunehmenden Schwierigkeit der Unterscheidung und Zuordnung von Folkaufnahmen zu den beiden ursprünglichen Kategorien eingerichtet. Vergeben wird der Preis an Alben, die mindestens 51 % der Spielzeit aus neuen Aufnahmen aus dem Bereich der Folkmusik besteht.
Der Preis wurde bisher nur an amerikanische Künstler vergeben, wobei die Vergabe an The Civil Wars die einzige bislang an eine Folkband war. 2013 ging der Preis an insgesamt vier Musiker: Yo-Yo Ma, Stuart Duncan, Edgar Meyer und Chris Thile.

## Gewinner und nominierte Künstler
| Jahr                  | Künstler / Band                                    | Nationalität               | Werk                            | Weitere nominierte Künstler | Bilder der Künstler  |
| --------------------- | -------------------------------------------------- | -------------------------- | ------------------------------- | --- | -------------------- |
| 2012 12. Februar 2012 | Guy Clark                                          | Vereinigte Staaten         | My Favourite Picture of You     | - The Greencards – Sweetheart of the Sun - Sarah Jarosz – Build Me Up from Bones - The Milk Carton Kids – The Ash & Clay - Various Artists / Chris Strachwitz (Produzent) – They All Played for Us: Arhoolie Records 50th Anniversary Celebration | Guy Clark, 2009      |
| 2013 10. Februar 2013 | Yo-Yo Ma, Stuart Duncan, Edgar Meyer & Chris Thile | Vereinigte Staaten         | The Goat Rodeo Sessions         | - Carolina Chocolate Drops – Leaving Eden - Ry Cooder – Election Special - Luther Dickinson – Hambone’s Meditations - Verschiedene Interpreten / Shawn Camp & Tamara Saviano (Produzenten) – This One’s to Him: A Tribute to Guy Clark            | Yo-Yo Ma, 2008       |
| 2014 26. Januar 2014  | The Civil Wars                                     | Vereinigte Staaten         | Barton Hollow                   | - Steve Earle – I'll Never Get out of This World Alive - Fleet Foxes – Helplessness Blues - Eddie Vedder – Ukelele Songs - Gillian Welch – The Harrow & the Harvest                                                                               | The Civil Wars, 2012 |
| 2015 8. Februar 2015  | Old Crow Medicine Show                             | Vereinigte Staaten         | Remedy                          | - Mike Auldrige, Jerry Douglas & Rob Ickes – Three Bells - Alcie Gerrard – Follow the Music - Eliza Gilkyson – The Nocturne Diaries - Jesse Winchester – A Reasonable Amount of Trouble                                                           |                      |
| 2016 15. Februar 2016 | Béla Fleck und Abigail Washburn                    | Vereinigte Staaten         | Béla Fleck & Abigail Washburn   | - Norman Blake – Wood, Wire & Words - Rhiannon Giddens – Tomorrow Is My Turn - Patty Griffin – Servant of Love - Glen Hansard – Didn’t He Ramble                                                                                                  |                      |
| 2017 12. Februar 2017 | Sarah Jarosz                                       | Vereinigte Staaten         | Undercurrent                    | - Judy Collins und Ari Hest – Silver Skies Blue - Robbie Fulks – Upland Stories - Rhiannon Giddens – Factory Girl - Sierra Hull – Weighted Mind                                                                                                   |                      |
| 2018 28. Januar 2018  | Aimee Mann                                         | Vereinigte Staaten         | Mental Illness                  | - Laura Marling – Semper Femina - Offa Rex – The Queen of Hearts - The Secret Sisters – You Don’t Own Me Anymore - Yusaf / Cat Stevens – The Laughing Apple                                                                                       |                      |
| 2019 10. Februar 2019 | Punch Brothers                                     | Vereinigte Staaten         | All Ashore                      | - Joan Baez – Whistle Down the Wind - Dom Flemons – Black Cowboys - Mary Gauthier – Rifles & Rosary Beads - Iron & Wine – Weed Garden |                      |
| 2020 26. Januar 2020  | Patty Griffin                                      | Vereinigte Staaten         | Patty Griffin                   | - Andrew Bird – My Finest Work Yet - Che Apalache – Rearrange My Heart - Gregory Alan Isakov – Evening Machines - Joy Williams – Front Porch |                      |
| 2021 14. März 2021    | Gillian Welch & David Rawlings                     | Vereinigte Staaten         | All the Good Times              | - Bonny Light Horseman – Bonny Light Horseman - Leonard Cohen – Thanks for the Dance - Laura Marling – Song for Our Daughter - Secret Sisters – Saturn Return                                                                                     |                      |
| 2022 3. April 2022    | Rhiannon Giddens mit Francesco Turrisi             | Vereinigte Staaten Italien | They’re Calling Me Home         | - Mary Chapin Carpenter – One Night Lonely (live) - Tyler Childers – Long Violent History - Madison Cunningham – Wednesday (Extended Edition) - Sarah Jarosz – Blue Heron Suite                                                                   |                      |
| 2023 5. Februar 2023  | Madison Cunningham                                 | Vereinigte Staaten         | Revealer                        | - Judy Collins – Spellbound - Janis Ian – The Light at the End of the Line - Aoife O’Donovan – Age of Apathy - Punch Brothers – Hell on Church Street                                                                                             |                      |
| 2024 4. Februar 2024  | Joni Mitchell                                      | Vereinigte Staaten         | Joni Mitchell at Newport (live) | - Dom Flemons – Traveling Wildfire - Milk Carton Kids – I Only See the Moon - Nickel Creek – Celebrants - Old Crow Medicine Show – Jubilee - Paul Simon – Seven Psalms - Rufus Wainwright – Folkocracy                                            | Joni Mitchell 2023   |
| 2025 2. Februar 2025  | Gillian Welch & David Rawlings                     | Vereinigte Staaten         | Woodland                        | - American Patchwork Quartet vom American Patchwork Quartet - Weird Faith von Madi Diaz - Bright Future von Adrianne Lenker - All My Friends von Aoife O’Donovan                                                                                  |                      |

## Belege
1. ↑  Awards Category Comparison Chart. (PDF 80 kB) National Academy of Recording Arts and Sciences, S. 1, archiviert vom Original am 16. Mai 2011; abgerufen am 4. Januar 2014.  Info: Der Archivlink wurde automatisch eingesetzt und noch nicht geprüft. Bitte prüfe Original- und Archivlink gemäß Anleitung und entferne dann diesen Hinweis.
2. ↑  NARAL Final Nomination List 57th Grammy Awards, abgerufen am 31. Dezember 2015.